# Damien Plessis
Damien Plessis (sinh ngày 5 tháng 3 năm 1988 ở Neuville-aux-Bois, Pháp) là một cầu thủ bóng đá người Pháp hiện đang chơi cho Liverpool F.C..

## Sự nghiệp
Plessis chơi ở vị trí tiền vệ trụ và anh khởi nghiệp ở Olympique Lyonnais.

### Liverpool
Plessis ký hợp đồng 3 năm với Liverpool vào ngày cuối cùng của kì chuyển nhượng vào tháng 8 năm 2007 và sau đó chơi cho đội dự bị.Huấn luyện viên Liverpool Rafael Benítez cho biết sau khi có được Plessis, "Cậu ấy là một cầu thủ giỏi, to và khoẻ, và chúng tôi chắc chắn cậu ấy sẽ thi đấu tốt cho chúng tôi. Cậu ấy mới chỉ là một chàng trai trẻ và có nhiều thơi gian để học hỏi qua từng trận đấu nhưng nó phụ thuộc vào thời gian cậu ấy được vào đội một".Plessis có trận ra mắt cho Liverpool vào ngày 5 tháng 4 năm 2008 trong trận hoà 1-1 trên sân khách trước Arsenal.Rafa Benitez mô tả về màn trình diễn của anh "Hôm nay là trận đầu tiên của Damien Plessis.Chúng tôi biết khi chúng tôi mua cậu ấy rằng cậu ấy là một cầu thủ giỏi.Cậu ấy đã chơi rất tốt cho đội dự bị, và ngày hôm nay cũng chơi tốt, điều đó cho thấy rằng chúng tôi đang đi đúng hướng."
Plessis được đeo áo số 28 ở đầu mùa giải 2008-09.Anh có trận đấu đầu tiên của mùa giải trong trận tiếp Standard Liège ở UEFA Champions League.Trận này cũng đánh dấu trận đầu tiên của anh ở giải đấu. Anh cũng ra sân trong trận mở màn mùa giải gặp Sunderland nhưng anh chỉ chơi 45 phút trước khi bị thay ra bởi Xabi Alonso.
Vào ngày 23 tháng 9 năm 2008, Plessis chơi ở Cúp liên đoàn Anh trong trận tiếp Crewe Alexandra, trận này anh đã được chơi cùng những cầu thủ kinh nghiệm như Sami Hyypiä.Anh ghi bàn đầu tiên cho đội bóng ở cúp liên đoàn Anh trong trận tiếp Tottenham Hotspur vào ngày 12 tháng 11 năm 2008
.

## Thi đấu quốc tế
Plessis đã từng chơi cho đội U19 Pháp ở giải U19 châu Âu vào năm 2007, ở giải này Pháp vào bán kết.
Anh có trận đấu đầu tiên vào sân từ ghế dự bị cho đội U21 Pháp vào ngày 6 tháng 9 năm 2008.